# تاريخ غوينيد في القرون الوسطى العليا

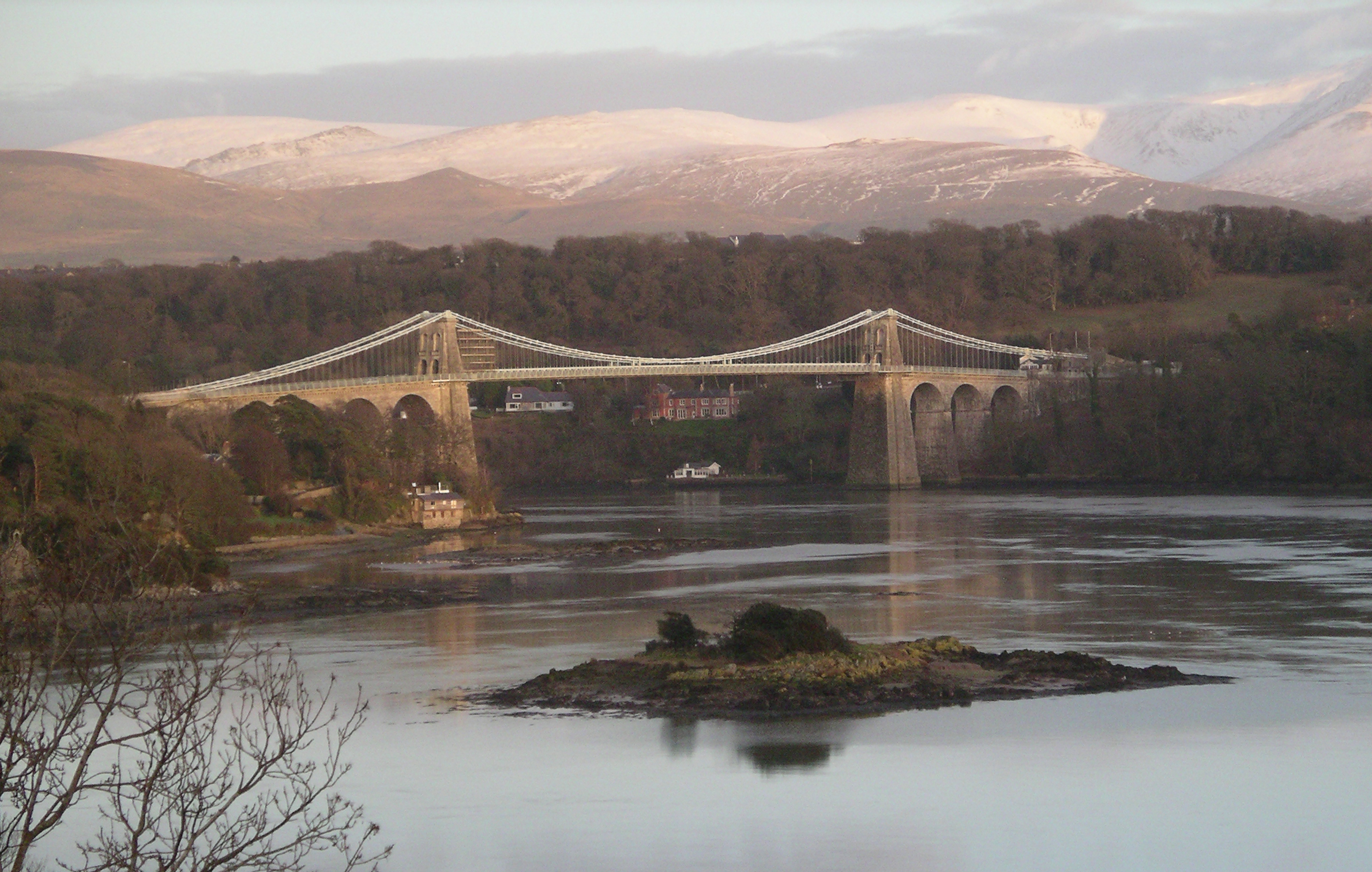

تاريخ غوينيد في القرون الوسطى العليا هو فترة في تاريخ ويلز تمتد من القرن الحادي عشر حتى القرن الثالث عشر. أصبحت غوينيد، الواقعة في شمال ويلز، في نهاية المطاف الأكثر هيمنة بين الإمارات الويلزية خلال هذه الفترة. تشمل الإنجازات البارزة في غوينيد الاستمرار في تطوير الأدب الويلزي خلال القرون الوسطى، لا سيما الشعراء المعروفين باسم شعراء الأمراء المرتبطين ببلاط غوينيد؛ وإصلاح المدارس الباردية؛ والتطوير المستمر للقانون الويلزي. ساهمت هذه العوامل الثلاثة جميعها في تنمية هوية وطنية ويلزية لمواجهة زحف الأنجلو نورمان في ويلز.
ضمّت أراضي غوينيد التقليدية أنغلزي (جزيرة مون) وشمال ويلز بأكمله بين نهر دافي في الجنوب ونهر دي في الشمال الشرقي. يقع البحر الأيرلندي إلى الشمال والغرب، وتحد الأراضي التي كانت في السابق جزءًا من بويز الجنوب الشرقي. تُعزى مناعة غوينيد جزئيًا إلى الطبيعة الجبلية للمنطقة، ما يجعلها عصيّة على الغزاة الأجانب الذين شنوا حملات لاحتلال البلاد وفرض سيطرتهم بالكامل.
انبثقت غوينيد من القرون الوسطى المبكرة بعد أن عانت من غارات الفايكنغ المتزايدة واحتلال أمراء ويلز المتناحرين، ما تسبب في حدوث اضطراب سياسي واجتماعي. مع تهجير عائلة أبرفراو التاريخية، بحلول منتصف القرن الحادي عشر، اتحدت غوينيد مع بقية ويلز من خلال غزو غروفيد أب لولين الذي تبعته الغزوات النورماندية بين عامي 1067 و 1100.
بعد عودة عائلة أبرفراو إلى الحكم في غوينيد، أدى تعاقب سلسلة من الحكام الناجحين مثل غروفود أب سينان وأواين غوينيد ولولين العظيم وحفيده لولين أب غروفود إلى نشوء إمارة ويلز ومقرها في غوينيد. كان ظهور الإمارة في القرن الثالث عشر دليلًا على توفّر جميع العناصر اللازمة لقيام دولة ويلز المستقلة عن إنجلترا. باعتبارها جزءًا من إمارة ويلز، حافظت غوينيد على قوانين ويلز وعاداتها والحكم الذاتي حتى الغزو الإدواردي لويلز عام 1282.

## نبذة تاريخية

### القرن الحادي عشر

#### غارات الشماليين؛ إطاحة أبرفراو
كان الجزء الأخير من القرن العاشر، وطوال القرن الحادي عشر، فترة مضطربة بشكل استثنائي بالنسبة للشعب الويلزي في غوينيد. قام حاكم ديهوبارث ماريدود أب أواين بعزل حاكم غوينيد كادوالون أب ياياف من عائلة أبرفراو في عام 986، وضم غوينيد إلى مملكته المتوسعة التي أصبحت تشمل معظم ويلز.
أغار الغايليون الشماليون من دبلن وجزيرة مان بانتظام على سواحل ويلز، حيث عانى الشعب الويلزي في جزيرة مون وشبه جزيرة لين أكثر من غيرها في غوينيد. في عام 987 رست جماعة من المغيرين الشماليين على مون وأسرت ما يصل إلى ألفي شخص من سكان الجزيرة، ثم باعتهم كعبيد في شمال أوروبا. يجادل المؤرخ والمؤلف الدكتور جون ديفيز بأنه خلال هذه الفترة ظهر الاسم النوردي لمون، أنغلزي، الذي اعتُمد لاحقًا في اللغة الإنجليزية. في عام 989 قدّم ماريدود أب أواين رشوة للشماليين كي لا يغيروا في ذلك العام. ومع ذلك، استأنف الشماليون غاراتهم الكبيرة على مون عام 993، وعلى أجزاء أخرى من ويلز حتى نهاية القرن.
في عام 999 توفي ماريدود أب أواين حاكم ديهوبارث، وتمكن سينان أب هيويل من استعادة غوينيد لسلالة أبرفراو. ومع ذلك، أطاح إيدن أب بليغيوريد بسينان ذاته في عام 1005. لم يكن إيدن مرتبطًا بعائلة أبرفراو، وربما كان لوردًا على منطقة صغيرة. حكم إيدن غوينيد حتى عام 1018، عندما هُزم هو وأبناؤه الأربعة في المعركة على يد لولين أب سايسل، لورد راذلان في غوينيد السفلى.
تزوج لولين أب سايسل بأنغاريد، وهي ابنة ماريدود أب أواين حاكم ديهوبارث، وحكم غوينيد حتى موته في عام 1023، عندما استعاد لاغو أب إدوال حكم غوينيد للسلالة الأرفع لعائلة أبرفراو. ظلّ لاغو حاكمًا على غوينيد حتى عام 1039، عندما قُتل على يد رجاله، ربما بتوجيه من غروفيد حاكم راذلان، الابن الأكبر للولين أب سايسل.
في سن الرابعة، هرب وريث أبرفراو سينان أب لاغو مع والدته إلى المنفى في دبلن.

#### غروفيد أب لولين؛ 1039-1063
سيطر غروفيد أب لولين على غوينيد في عام 1039 بموت لاغو أب إدوال، وبعد الاستيلاء على بويز، هاجم مرسيا، وقتل إدوين حاكم مرسيا، شقيق ليوفريك إيرل مرسيا. أحبطت هزيمة غروفيد الحاسمة للمرسيين في المعركة في ريد واي غرويس على نهر سيفرن (الموقع غير معروف) غارات المرسيين على الحدود الشرقية لغوينيد وبويز، إذ قُتل العديد من أقطاب مرسيا البارزين إلى جانب إدوين حاكم مرسيا.

##### غزو جنوب ويلز
ثم حوّل غروفيد أنظاره إلى غزو ديهوبارث التي حكمها قريبه من طرف أمه هيويل أب إدوين من عائلة دينيفر. كتب لويد أن هذا الأخير «لم تكن إزاحته سهلة على الإطلاق». أغار غروفيد على مقاطعة ديهوبارث في مملكة كيريديغيون في عام 1036، مدمرًا أراضي المجتمع الرهباني في قرية لانبادارن فاور (لانبادارن العظيمة). كان هيويل حاكم ديهوبارث قادرًا على الدفاع عن ديهوبارث ضد غارات غروفيد حتى هُزِم في عام 1041 في معركة بنكادر، وبعد ذلك أسر غروفيد زوجة هيويل وأصبح مسيطرًا على كيريديغيون. بعد معركة بنكادر، احتفظ هيويل بمملكة دافيد (بيمبروكشير) وأستراد تاوي (كرمارذنشير)، قلب ديهوبارث. ومع ذلك طرده غروفيد في عام 1043 بعد حدث غير مسجل، فلجأ إلى أيرلندا. في عام 1044، عاد هيويل لاسترداد ديهوبارث مع جيش من الغايليين الشماليين ولكنه قُتل وهُزم على يد غروفيد أب لولين في معركة أبر تاوي.